# 梳打餅

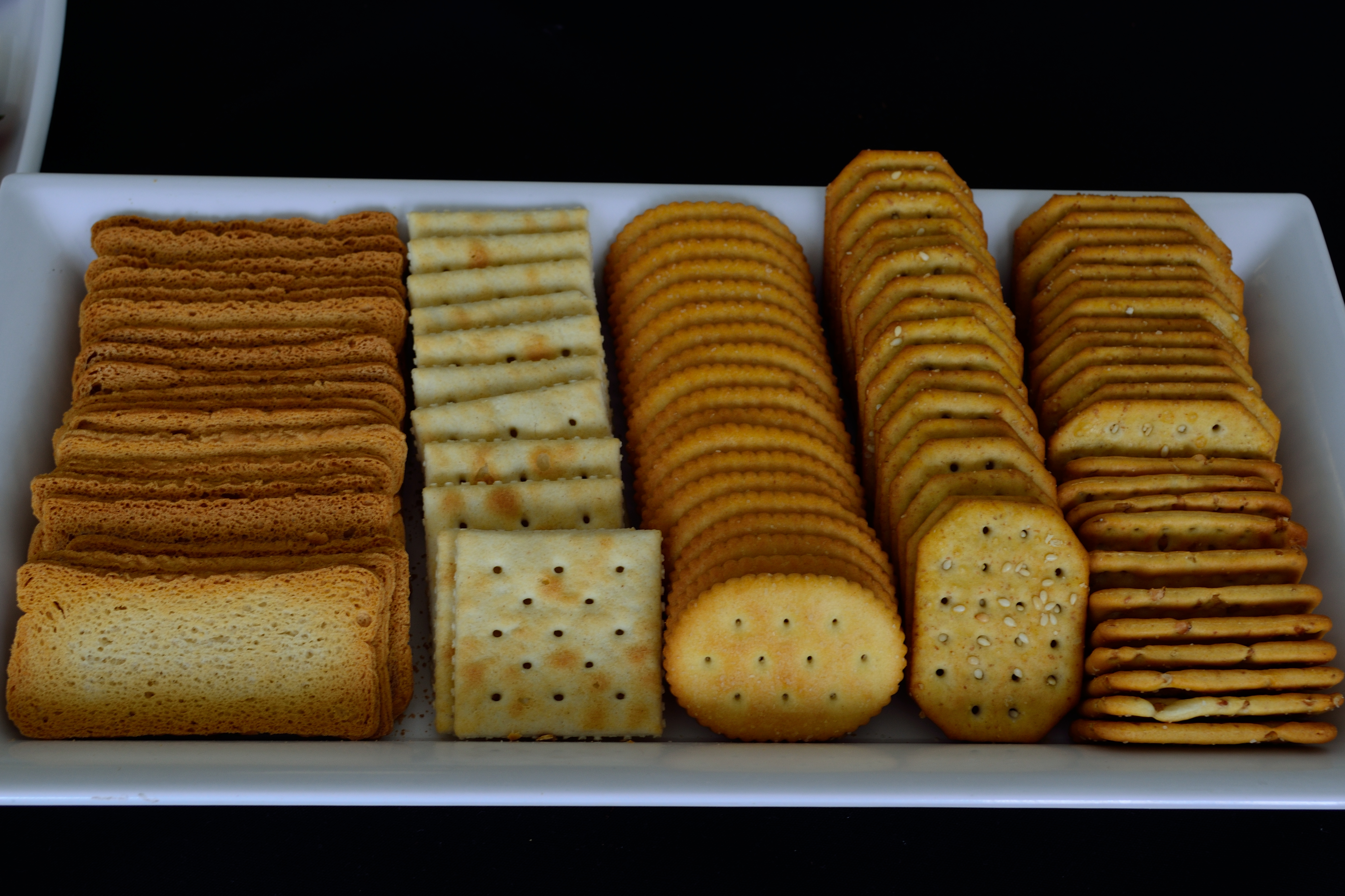
蘇打餅

蘇打餅乾（英語： soda cracker / saltine cracker）是餅乾的一種，是由白麵粉、酵母和小蘇打製成的薄的，通常為方形、鹹味為主的餅乾。製作時可以在麵團中加入調味料，例如鹽、芝士、香料等。
蘇打餅通常作為小吃，可以單獨食用，亦可以放上起司或香料作為配料。有的吃法是把弄碎梳打餅後，放進湯裏一同食用，也有搭配蔬菜或植物為主題，如香葱蘇打餅。
蘇打餅起源於1801年的美國麻薩諸塞州米爾頓，從壓縮餅乾改過來。
需留意的是，蘇打餅乾的成份並不是蘇打而是小蘇打。